# Стікс (супутник)
Стікс (англ. Styx, P5, S/2012 (134340) 1, раніше S/2012 P 1) — п'ятий та найменший супутник Плутона, відкритий 26 червня 2012 року Марком Шоуолтером.

## Орбітальні характеристики

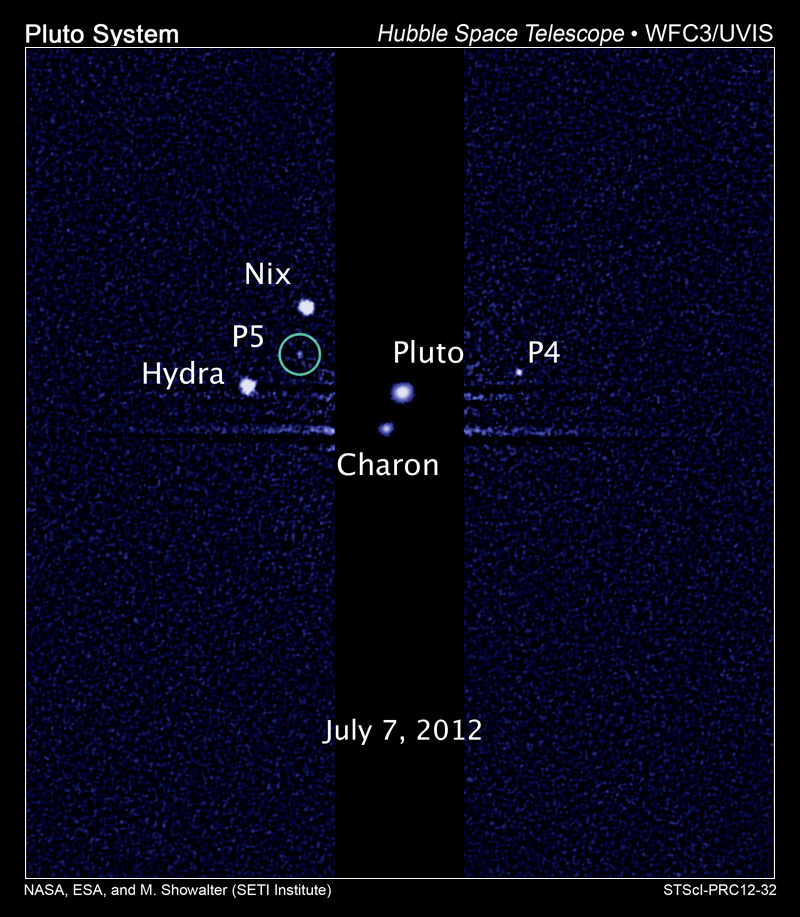

P5 знаходиться на відстані 42 000 км від Плутона (між Хароном і Ніктою) та робить повний оберт навколо нього за 19 діб. Простежується орбітальний резонанс з Хароном у відношенні 1:3. (тобто за 1 оберт P5, Харон робить 3 оберти).

## Фізичні характеристики
Значення альбедо становить від 0,35 до 0,04. При таких значеннях радіус P5 становить від 5 до 12,5 км.